# Конвой «Голландія № 3»
Конвой «Холландія № 3» — японський конвой часів Другої світової війни, проведення якого відбувалось у грудні 1943-го.
Пунктом призначення конвою став порт Голландія (нині Джаяпура) на північному узбережжі Нової Гвінеї (за 350 кілометрів на захід від головного японського гарнізону у Веваку), тоді як вихідним пунктом був Палау — важливий транспортний хаб на заході Каролінських островів.
До складу конвою увійшли транспорти «Асо-Мару», «Кайо-Мару» і «Таєй-Мару» (Taiei Maru), тоді як охорону забезпечував мисливець за підводними човнами CH-32.
1 листопада 1943-го конвой вийшов з порту і 5 грудня прибув до Голландії. Після розвантаження загін 7 грудня рушив назад.
Хоча поблизу Палау регулярно діяли американські підводні човни, а Голландія перебувала в межах досяжності ворожої авіації, проте в підсумку конвой пройшов без втрат та 11 грудня досягнув Палау.